# Nitta Yoshimune
Nitta Yoshimune (新田義宗, 1335-3 septembre 1368) est un samouraï du Japon médiéval. Troisième fils de Nitta Yoshisada, membre le plus illustre du clan Nitta, il soutient la cour du Sud face au clan Ashikaga au cours de l'époque Nanboku-chō.